# Campionato francese di rugby a 15 1925-1926
Il Campionato francese di rugby a 15 1925-26 fu conquistato dal Tolosa che superò l'US Perpignan in finale.

## Formula
Parteciparono trentasei squadre suddivise in 12 gruppi di 3, con partite di sola andata.
Vennero assegnati 3 punti per la vittoria, 2 per il pareggio, 1 per la sconfitta e 0 per il forfait
Alla seconda fase furono ammesse le prime di ogni girone e furono divise in 4 gruppi di tre, le vincenti dei due gironi furono ammesse alle semifinali in partita unica.

## Primo turno
Gironi di sola andata. In grassetto le qualificate ai quarti di finale
- Gruppo A
  - Narbonne 6 pts
  - Brive 4 pts
  - Châteaurenard 2 pts
- Gruppo B
  - US Perpignan 6 pts
  - Lyon OU 3 pts
  - Stade Hendayais 3 pts
- Gruppo C
  - US Perpignan 6 pts
  - Libourne 3 pts
  - Cognac 3 pts
- Gruppo D
  - Tolosa 6 pts
  - Dax 3 pts
  - Angoulême 3 pts
- Gruppo E
  - Stadoceste 5 pts
  - Stade bordelais 4 pts
  - Bergerac 3 pts
- Gruppo F : 
  -  Béziers 5 pts
  - Albi 4 pts
  - Montferrand 3 pts

0
- Gruppo G : 
  - Toulouse Olympique EC 6 pts
  - Pau 4 pts
  - Tolone 2 pts
- Gruppo H : 
  - Bayonne 6 pts
  - Lézignan 4 pts
  - Montauban 2 pts
- Gruppo I
  - FC Lourdes 6 pts
  -  CASG 4 pts
  - AS Bayonne 2 pts
- Gruppo J : 
  - Carcassonne 6 pts,
  - SA Bordeaux 4 pts,
  - Boucau 2 pts
- Gruppo K :
  - Grenoble 6 pts
  - Biarritz 4 pts
  - SAU Limoges 2 pts
- Gruppo L
  - Stade Français 5 pts
  - Bègles 4 pts
  - Périgueux 3 pts

## Quarti di finale
- Gruppo A : 
  - US Perpignan 6 pts,
  - Toulouse Olympique EC 4 pts
  - Stade français 2 pts
- Gruppo B : 
  - Stadoceste Tarbes 5 pts
  - Carcassonne4 pts
  - Grenoble 3 pts
- Gruppo C
  - Bayonne 6 pts
  - Narbonne 4 pts
  - Lourdes 2 pts
- Gruppo D : 
  - Tolosa 6 pts
  - Béziers 4 pts,
  - Arlequins Perpignan 2 pts

## Semifinali
| Bordeaux aprile 1926 | Tolosa | 6 – 3 | Bayonne |  |

| aprile 1926 | US Perpignan | 0 – 0 | Stadoceste |  |

Ripetizione:
| Tolosa aprile 1926 | US Perpignan | 6 – 3 | Stadoceste |  |

## Finale
| Arbitro: | Marcel Heurtin |

| |            | |
| mete: Raymond Cazenave, Borde trasf.: Sémat | Marcatori  | |
| André Pépion Clément Dulaurens François Borde Jacques Ballarin François Raymond Henri Sémat Bernard Bergès Alex Bioussa Marcel Camel Albert Cazenave André Camel Pierre Peyronnel Gabriel Grioterray Jean Larrieu Jean Morère | Formazioni | Etienne Radondy Marcel Baillette André Puigt Roger Ramis René Tabès Joseph Pascot Jean Carbonne Eugène Ribère Ernest Camo Georges Constant André Rière Marcel Henric Camille Montadé Georges Delort Joseph Sayrou |

## Altre competizioni
Il 2 maggio 1926, in finale del campionato di Francia Honneur (2ª divisione), il Racing superò il Mazamet per 17 a 3 (in semifinale, Mazamet superò SU Agen 12 a 3 a Carcassonne, l'11 aprile).
Il Saint-Sever divenne campione di Francia Promotion (terza divisione) battendo likl Digione 16 a 11 (in semifinale, l'11 aprile, Saint-Sever superò Auch 17 a 3, a Perpignan, e Digione superò Prades 11 a 5, ad Avignone).
Il Tolosa fu campione delle "squadre riserve" battendo lo Stadoceste 14 a 3

## Fonti
- L'Humanité, 1926